# Ронкаро
Ронкаро (итал. Roncaro) је насеље у Италији у округу Павија, региону Ломбардија.
Према процени из 2011. у насељу је живело 1324 становника. Насеље се налази на надморској висини од 81 м.

## Становништво
Према резултатима пописа становништва 2011. у општини је живело 1.385 становника.
| 1931. | 1936. | 1951. | 1961. | 1971. | 1981. | 1991. | 2001. | 2011. |
| ----- | ----- | ----- | ----- | ----- | ----- | ----- | ----- | ----- |
| 497   | 468   | 427   | 368   | 221   | 202   | 345   | 626   | 1.385 |